# Giáo hội Trung ương Manmin

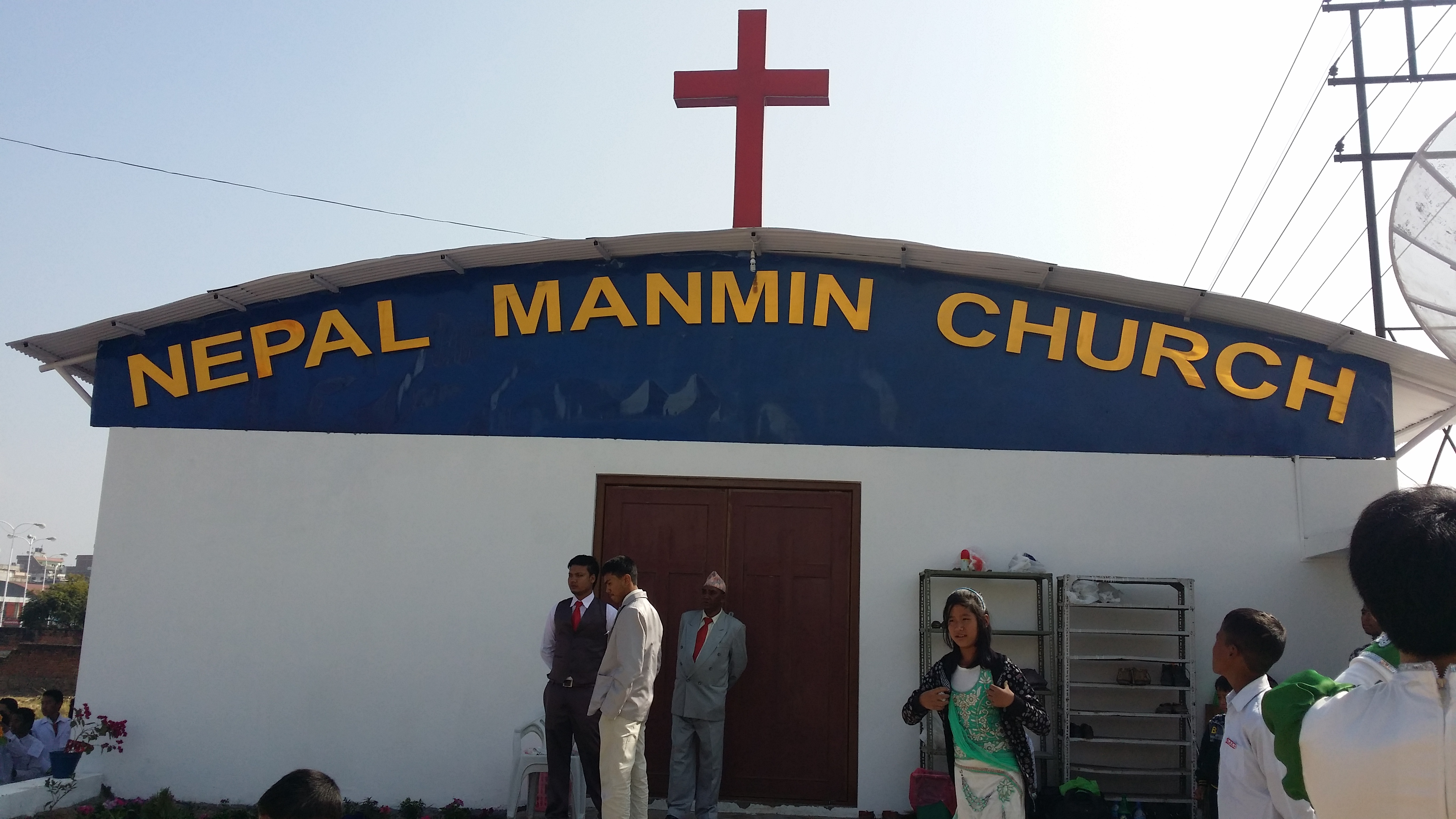
Giáo hội Manmin ở Nepal

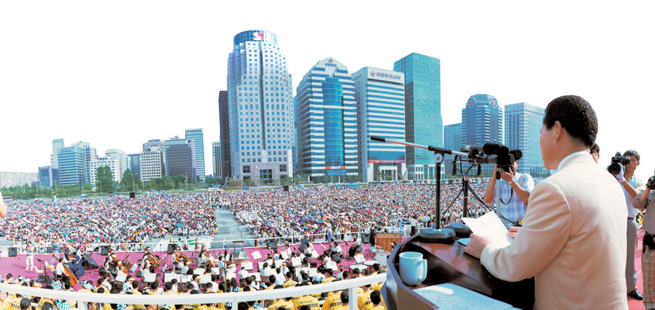
Giáo chủ Lee đang phát biểu

Giáo hội Trung ương Manmin (Manmin Central Church; tiếng Hàn: 만민중앙교회/Manmin Chung'ang Kyohoi/Manmin Jung-ang Gyohoe) là một Hội thánh Thiên Chúa giáo hệ phái Tin lành được Jaerock Lee thành lập tại Seoul thuộc Hàn Quốc vào năm 1982 và là một trong những Hội thánh lớn nhất ở Hàn Quốc. Manmin có nghĩa là "tất thảy sự sáng tạo; tất cả các quốc gia; tất cả mọi người" Giáo hội Trung ương Manmin tuyên bố rằng họ có số lượng nhà thờ lớn nhất ở Hàn Quốc, và họ có 120.000 thành viên trên toàn thế giới. Hội thánh đã tổ chức một dàn nhạc ca ngợi hoành tráng và hào nhoáng mang tên "Nissi". Nissi là một trong những mục vụ quan trọng nhất trong Giáo hội Manmin. Trong lịch sử, Jaerock Lee thành lập giáo phái có tên Nhà thờ Trung tâm Manmin ở Guro, một thời từng là khu người nghèo ở Seoul, với 12 tín đồ năm 1982. Giáo phái này đã phát triển lên 130.000 thành viên, trụ sở rực rỡ sắc màu và trang Web tuyên truyền rằng có thể chữa trị những bệnh lạ nhờ phép màu. Mục vụ của Jaerock Lee đã gây tranh cãi và ông được gọi là một nhà lãnh đạo tà giáo.

## Cáo buộc
Ba trong số các tín đồ của Lee đã tố cáo Jaerock Lee, khi làn sóng #MeToo chống quấy rối tình dục nổi lên ở Hàn Quốc. Họ cho biết Jaerock Lee đã triệu tập từng người tới căn hộ và cưỡng hiếp. Một nạn nhân là thành viên giáo phái từ nhỏ cho hay: "Tôi không thể từ chối ông ta". "Ông ta còn hơn cả vua, ông ta là Chúa trời". "Tôi đã khóc vì căm hận khi phải nghe lời ông ta". Jaerock Lee dụ dỗ một nạn nhân khác rằng cô đang ở trên thiên đàng, cần phải cởi bỏ quần áo bởi Adam và Eva cũng khỏa thân khi ở phía Đông Vườn Địa Đàng. Có 8 phụ nữ đã đệ đơn kiện Jaerock Lee. Luật sư của Jaerock Lee biện hộ rằng họ nói dối để trả thù vì bị bêu tên khi vi phạm quy định của giáo phái. Tuy nhiên, thẩm phán Chung kết luận các nạn nhân của Jaerock Lee "không thể kháng cự vì phải tuân thủ tuyệt đối quyền lực của bị cáo theo quy định giáo phái". Ông ta đã cưỡng hiếp và quấy rối họ hàng chục lần trong thời gian dài và phải chịu 15 năm tù. Trong các bài diễn thuyết, ông ta đã gián tiếp hoặc trực tiếp xưng mình là thần thánh. Nạn nhân tin rằng ông ta là một vị thần nắm giữ quyền lực linh thiêng. Chung cuộc phiên tòa thì ông bị kết án 15 năm tù vì cưỡng hiếp 8 nữ tín đồ.
Ngoài ra, trong đợt dịch Covid, Hàn Quốc phát hiện ra ít nhất 22 ca COVID-19 liên quan tới giáo phái Manmin sau một buổi tụ tập của hàng trăm tín đồ. Cơ quan y tế Hàn Quốc đã truy vết mầm bệnh của ít nhất 200 tín đồ sau khi một tín đồ của Hội thánh Trung tâm Manmin ở quận Guro, Seoul bị phát hiện mắc COVID-19. Lây nhiễm xảy ra khi 200 tín đồ của giáo phái Manmin tập trung hồi đầu tháng 3 để chuẩn bị các đoạn video dùng cho hoạt động cầu nguyện trực tuyến sau khi chính phủ ra chỉ thị về việc cách ly xã hội để phòng dịch. Có 22 người liên quan đến nhà thờ, bao gồm một nữ mục sư, đã dương tính với virus. Vụ việc ở Manmin là "ổ dịch" COVID-19 mới nhất mà giới chức Hàn Quốc phát hiện có liên quan tới giáo phái Khoảng 70 tín đồ khác của giáo phái Manmin đã di chuyển tới quận Muan, tỉnh Nam Jeolla là nơi sinh của giáo chủ Lee Jae-rok để tổ chức lễ kỷ niệm 20 năm ông Lee thực hiện phép màu khi ông Lee được cho là người đã làm nước mặn trong đài phun nước có thể uống được, giúp khắc phục tình trạng thiếu nước ở quận Muan.. Đến tận hôm nay, vẫn còn những tín đồ của nhà thờ Manmin tin rằng giáo chủ của họ có thể chữa được tứ chứng nan y, chỉ bằng cách đặt tay lên đầu người bệnh.